# タバー (ハイチ)
タバー（仏: Tabarre, ハイチ語: Taba）は、ハイチの首都ポルトープランスの北東にある郊外都市。ポルトープランス国際空港が立地し、タバー地区 (Tabarre district) などと呼ばれる。人口は約13万人（2015年推計）。
ジャン＝ベルトラン・アリスティドは1期目満了後にここに住み、西側メディアからタバール男爵と揶揄された。2002年4月1日にポルトープランスから分割され独立したコミーンとされた。2004年2月のアリスティド追放の際もここから妻と共に米軍兵士に拉致され、12月にはハイチの進歩と発展のための戦線 (FRAPH) の残党に占拠された。2006年2月の大統領選挙の際にもアリスティド支持の群衆に国連ハイチ安定化派遣団兵士が発砲し死傷者が出ている。2008年4月に米国大使館がタバーに移転した。

## 脚註
1. 1 2  “Haiti: administrative units, extended”.   geoHive. 2016年10月5日時点のオリジナルよりアーカイブ。2023年11月13日閲覧。
2. ↑  THOMAS SCHMID, "Die Schergen des Priesters", ZEIT ONLINE, 48/2000.
3. ↑  HAITI OBSERVATEUR, NO.27, 6 juillet 2006, NO.36, 13 septembre 2006.
4. ↑  Michael Deibert, "Reply to Justin Podur", ZNet, February 16, 2006.
5. ↑  "Clashes erupt over Haiti election", BBCNews, 14 February 2006.